# Gargara marginata
Gargara marginata är en insektsart som beskrevs av Kato 1929. Gargara marginata ingår i släktet Gargara och familjen hornstritar. Inga underarter finns listade i Catalogue of Life.